# Edward Madejski
Edward Dominik Jerzy Madejski (né le 11 août 1914 à Cracovie en Pologne et mort le 15 février 1996) était un footballeur international polonais, qui jouait en tant que gardien de but. Il fut également ingénieur en chimie, diplômé de l'université Gorniczo-Hutnicza de Cracovie.

## Biographie
Pendant la plupart de sa carrière, Madejski garde les cages du Wisła Kraków ; Il joue 11 matchs avec l'équipe de Pologne de football, encaissant 33 buts.
Ses débuts avec le maillot rouge et blanc de Pologne sont le 6 septembre 1936 à Belgrade (la Yougoslavie bat la Pologne 9-3). Son dernier match international a lieu à Dublin le 13 novembre 1938 (Irlande - Pologne 3-2).
Madejski est célèbre pour avoir participé à l'un des plus fabuleux matchs de l'histoire du football polonais. Le 5 juin 1938 à Strasbourg en France pendant la coupe du monde 1938, les Polonais perdent 5-6 après prolongation contre le Brésil (durant ce match, l'attaquant Ernst Willimowski inscrit 4 buts pour la Pologne). C'est à partir de cette période que Madejski est interdit de jouer dans chaque équipe de la ligue polonaise (à cause du scandale qu'il provoque lors de son transfert du Wisła Cracovie au Garbarnia Cracovie). Pendant une année, il ne joue donc dans aucun club.
Pendant la Seconde Guerre mondiale, Madejski participe à de nombreux tournois de football illégaux (tous les sports en Pologne étaient bannis par les autorités allemandes). Il est arrêté par la Gestapo et passe quelques mois dans le couloir de la mort.
Après la guerre, en 1956, Madejski est arrêté par le gouvernement communiste et accusé d'espionnage et de sabotage (sous fausses accusations). Incarcéré en prison pendant trois ans, il a ensuite de nombreux problèmes pour relancer sa vie à sa sortie de prison. Après plusieurs années, la cour le blanchit, mais il ne retrouve ni la santé ni sa famille.